# 216462 Polyphontes
216462 Polyphontes este o planetă minoră (asteroid), cu un diametru de 10,122 km, din Asteroid troian al lui Jupiter. A fost descoperită pe 30 septembrie 1973 la Observatorul Palomar de Cornelis Johannes van Houten. 
Obiectul prezintă o orbită caracterizată de o semiaxă mare de 5,2251861533673 UAi, o excentricitate de 0,107, o înclinație de 10 ° în raport cu ecliptica.